# União da Serra
União da Serra é um município brasileiro do estado do Rio Grande do Sul. Localiza-se na Região Geográfica Imediata de Guaporé-Nova Prata.

## Etimologia
O nome do município União da Serra, deve-se a sua oficialização num ponto de "Serra", na "União" dos distritos de Oeste e Pulador.

## História
O início da colonização do município de União da Serra data do final do século XIX, por volta de 1880, com a chegada das famílias Galliazzi e Giordani, no local onde mais tarde denominou-se Pulador (antigo Formigueiro). Por volta de 1908 inicia-se a colonização de Oeste, onde hoje é o atual centro de União da Serra.
Por Ato Municipal nº 5, de 4 de janeiro de 1923, é criado o distrito de Borges de Medeiros no município de Guaporé, posteriormente denominado de Oeste. Pela Lei Municipal nº 344, de 29 de outubro de 1956, é criado o distrito de Pulador, desmembrado do distrito de Oeste (ex-Borges de Medeiros).
Pela Lei Estadual nº 9.598, de 20 de março de 1992, desmembram-se do município de Guaporé os distritos de Oeste e Pulador, passando a constituir o município de União da Serra.

## Geografia
Localiza-se a uma latitude 28º45'16.62" sul e a uma longitude 52º00'53.77" oeste. A altitude do centro do município é de 520 metros.
Sua área total é de aproximadamente 131 km² e sua população recenseada em 2022 foi de 1.170 habitantes, com densidade demográfica de 8,92 hab/km².
O município é constituído de três distritos: União da Serra (centro), Oeste, situado ao norte do município e com cerca de 900 habitantes, e Pulador, mais ao sul, com cerca de 1.100.